# Liste de ponts sur le Columbia
Liste de ponts sur le fleuve Columbia classés de l'aval à l'amont. La liste comprend également des traversées en ferry et les barrages qui permettent un passage.

## Oregon - Washington
| Photographie               | Nom                                   | Voies                                    | Situation                             | Coordonnées                   |
| -------------------------- | ------------------------------------- | ---------------------------------------- | ------------------------------------- | ----------------------------- |
| Astoria-Megler Bridge      | Pont Astoria-Megler                   | U.S. Route 101                           | Astoria à Megler                      | 46° 13′ 02″ N, 123° 51′ 47″ O |
| Wahkiakum County Ferry     | Ferry du comté de Wahkiakum           | Washington State Route 409               | Westport à Puget Island               | 46° 08′ 12″ N, 123° 22′ 41″ O |
| Julia Butler Hansen Bridge | Pont de Julia Butler Hansen           | Washington State Route 409               | Puget Island à Cathlamet              | 46° 11′ 57″ N, 123° 22′ 56″ O |
| Lewis & Clark Bridge       | Pont de Lewis et Clark                | Washington State Route 433               | Longview à Rainier                    | 46° 06′ 17″ N, 122° 57′ 42″ O |
| BNSF 9.6                   | Pont Burlington Northern Railroad 9.6 | Burlington Northern and Santa Fe Railway | Portland à Vancouver                  | 45° 37′ 29″ N, 122° 41′ 27″ O |
| Interstate Bridge          | Interstate Bridge                     | Interstate 5                             | Portland à Vancouver                  | 45° 37′ 05″ N, 122° 40′ 30″ O |
| Glenn Jackson Bridge       | Pont Glenn L. Jackson Memorial        | Interstate 205                           | Portland à Vancouver                  | 45° 35′ 35″ N, 122° 32′ 55″ O |
| Bonneville Dam             | Barrage de Bonneville                 |                                          | Lake Bonneville at Bonneville, Oregon | 45° 38′ 32″ N, 121° 56′ 41″ O |
| Bridge of the Gods         | Bridge of the Gods                    | Pacific Crest Trail                      | Cascade Locks à près de Stevenson     | 45° 39′ 45″ N, 121° 54′ 05″ O |
| Hood River Bridge          | Pont Hood River                       |                                          | Hood River à White Salmon             | 45° 43′ 05″ N, 121° 29′ 43″ O |
| The Dalles Bridge          | Pont de The Dalles                    | U.S. Route 197                           | The Dalles à Dallesport               | 45° 36′ 36″ N, 121° 08′ 21″ O |
| The Dalles Dam             | Barrage de The Dalles                 |                                          | Lac Celilo à The Dalles               | 45° 36′ 46″ N, 121° 07′ 55″ O |
| Oregon Trunk Rail Bridge   | Pont de Celilo                        | Burlington Northern and Santa Fe Railway | Lac Celilo, près des chutes de Celilo |                               |
| Sam Hill Memorial Bridge   | Pont Sam Hill Memorial                | U.S. Route 97                            | Biggs Junction à Maryhill             |                               |
| John Day Dam               | Barrage John Day                      |                                          | Lac Umatilla                          | 45° 42′ 53″ N, 120° 41′ 37″ O |
| Umatilla Bridges           | Pont d'Umatilla                       | Interstate 82 U.S. Route 395             | Umatilla à Plymouth                   |                               |
| McNary Dam                 | Barrage de McNary                     |                                          | Lac Wallula                           | 45° 55′ 47″ N, 119° 17′ 46″ O |

## Washington
| Photographie            | Nom                        | Voies                                                                                           | Situation                                            | Coordonnées                   |
| ----------------------- | -------------------------- | ----------------------------------------------------------------------------------------------- | ---------------------------------------------------- | ----------------------------- |
|                         | Pont Union Pacific Rail    | Union Pacific                                                                                   |                                                      |                               |
|                         | Pont BNSF Rail             | Burlington Northern and Santa Fe Railway                                                        | Pasco à Kennewick                                    |                               |
| Cable Bridge            | Pont Cable                 | Washington State Route 397                                                                      | Pasco à Kennewick                                    | 46° 13′ 06″ N, 119° 06′ 14″ O |
|                         | Pont Blue                  | U.S. Route 395                                                                                  | Pasco à Kennewick                                    | 46° 13′ 10″ N, 119° 06′ 15″ O |
|                         | Pont Interstate 182        | Interstate 182 U.S. Route 12                                                                    | Pasco à Richland                                     | 46° 15′ 50″ N, 119° 14′ 45″ O |
|                         | Pont Vernita               | Washington State Route 24                                                                       | À l'ouest du Laboratoire national de Hanford         |                               |
|                         | Mattawa Ropeway Conveyor   |                                                                                                 | Mattawa à l'ouest du Laboratoire national de Hanford | 46° 37′ 37″ N, 119° 51′ 51″ O |
|                         | Barrage de Priest Rapids   |                                                                                                 | Lac Priest Rapids                                    |                               |
| Beverly Railroad Bridge | Pont Beverly Railroad      |                                                                                                 | Beverly                                              | 46° 49′ 52″ N, 119° 56′ 54″ O |
|                         | Barrage Wanapum            |                                                                                                 | Lac Wanapum                                          | 46° 52′ 31″ N, 119° 58′ 16″ O |
|                         | Pont de Vantage            | Interstate 90                                                                                   | Vantage                                              | 46° 56′ 32″ N, 119° 58′ 23″ O |
|                         | Barrage Rock Island        |                                                                                                 | Rock Island Pool                                     | 47° 20′ 32″ N, 120° 05′ 41″ O |
|                         | Pont Rock Island Railroad  | Burlington Northern and Santa Fe Railway                                                        | Rock Island                                          | 47° 22′ 01″ N, 120° 09′ 13″ O |
| Sellars Bridge          | Pont de George Sellars     | Washington State Route 285                                                                      | Wenatchee à East Wenatchee                           |                               |
|                         | Pont Old Wenatchee         | Pédestre                                                                                        | Wenatchee à East Wenatchee                           |                               |
|                         | Pont de Richard Odabashian | U.S. Route 2 U.S. Route 97                                                                      | Wenatchee à East Wenatchee                           |                               |
| Rocky Reach Dam         | Barrage Rocky Reach        |                                                                                                 | Lac Entiat                                           | 47° 32′ 00″ N, 120° 17′ 40″ O |
|                         | Beebe Bridge               | U.S. Route 97                                                                                   | Chelan                                               |                               |
|                         | Barrage Wells              |                                                                                                 | Lac Pateros                                          | 47° 56′ 43″ N, 119° 51′ 58″ O |
|                         | Pont de Brewster           | Washington State Route 173                                                                      | Brewster                                             |                               |
|                         | Pont de Bridgeport         | Washington State Route 17                                                                       | Bridgeport                                           |                               |
| Chief Joseph Dam        | Barrage Chief Joseph       |                                                                                                 | Lac Rufus Woods                                      | 47° 59′ 43″ N, 119° 38′ 00″ O |
| Coulee Dam Bridge       | Pont de Coulee Dam         | Washington State Route 155                                                                      | Coulee Dam                                           |                               |
| Grand Coulee Dam        | Barrage de Grand Coulee    |                                                                                                 | Lac Franklin D. Roosevelt                            | 47° 57′ 24″ N, 118° 59′ 00″ O |
|                         | Ferry de Keller            | Washington State Route 21                                                                       | Keller à Wilbur                                      |                               |
|                         | Ferry Gifford-Inchelium    |                                                                                                 | Gifford à Inchelium                                  |                               |
|                         | Ponts de Kettle Falls      | U.S. Route 395 in Washington Washington State Route 20 Burlington Northern and Santa Fe Railway | Kettle Falls                                         |                               |
|                         | Pont de Northport          | Washington State Route 25                                                                       | Northport                                            |                               |

## Colombie-Britannique
| Photographie                | Nom                      | Voies                                                    | Situation                         | Coordonnées                                      |  |
| --------------------------- | ------------------------ | -------------------------------------------------------- | --------------------------------- | ------------------------------------------------ |  |
| Trail Bridge                | Pont de Trail            | British Columbia Highway 3B British Columbia Highway 22A | Trail                             |                                                  |  |
|                             | Pont Kinnaird            | Crowsnest Highway                                        | Castlegar                         |                                                  |  |
|                             | Rail bridge              | Canadien Pacifique                                       | Castlegar à Robson                |                                                  |  |
|                             | Pont de Castlegar-Robson |                                                          | Castlegar à Robson                |                                                  |  |
| Keenleyside Dam             | Barrage Keenleyside      |                                                          | Au nord de Castlegar              |                                                  |  |
| Needles Cable Ferry         | Ferry Needles Cable      | British Columbia Highway 6                               | Needles à Fauquier                |                                                  |  |
|                             | Ferry Arrow Park         |                                                          | Parc West Arrow à Parc East Arrow |                                                  |  |
|                             | Ferry Upper Arrow Lakes  |                                                          |                                   | Galena Bay à Shelter Bay                         |  |
| Big Eddy Bridge             | Pont Big Eddy            |                                                          | Revelstoke                        |                                                  |  |
| Rail bridge, Revelstoke, BC | Rail bridge              |                                                          | Revelstoke                        | Canadien Pacifique                               |  |
| Revelstoke Bridge           | Pont de Revelstoke       |                                                          | Revelstoke                        | Trans-Canada Highway British Columbia Highway 23 |  |
| Revelstoke Dam              | Barrage de Revelstoke    |                                                          | Lac Revelstoke                    |                                                  |  |
|                             | Barrage Mica             |                                                          | Mica Creek                        |                                                  |  |
|                             | Rail bridge              | Canadien Pacifique                                       | Donald                            |                                                  |  |
|                             | Pont de Donald           |                                                          | Donald                            | Trans-Canada Highway                             |  |
|                             | Pont Kicking Horse Drive |                                                          | Golden                            |                                                  |  |
|                             | Pont Canyon Creek        |                                                          | Nicholson                         |                                                  |  |
|                             | Pont de Parson           |                                                          | Colombie-Britannique              |                                                  |  |
|                             | Pont de Spillimacheen    |                                                          | Spillimacheen                     |                                                  |  |
|                             | Pont Botts Channel       |                                                          | Brisco                            |                                                  |  |
|                             | Pont Brisco Road         |                                                          | Brisco                            |                                                  |  |
|                             | Pont d'Athalmer          |                                                          | Athalmer à Invermere              |                                                  |  |
|                             | Pont de Fairmont         | British Columbia Highway 93 British Columbia Highway 95  | Fairmont Hot Springs              |                                                  |  |